# Пайде
Пайде (на естонски: Paide) е град в централна Естония, административен център на област Ярва. Името на града на естонски буквално означава бял камък и е превод от някогашното немско наименование на града Вайсенщайн (на немски: Weißenstein).

## Личности
- Йоханес Хесе (1847 – 1916) – книгоиздател и мисионер, баща на немско-швейцарския писател и нобелов лауреат Херман Хесе
- Ита Евер (1931-) – актриса
- Арво Пярт (1935-) – композитор
- Кармен Кас (1978-) – топмодел

## Побратимени градове
- Анаберг-Бухолц, Германия
- Хавиржов, Чехия
- Уестминстър, Мериленд, САЩ